# Zbigniew Wodecki
Zbigniew Stanisław Wodecki, né le 6 mai 1950 à Cracovie et mort le 22 mai 2017 à Varsovie, est un musicien polonais, multi-instrumentiste (jouant du violon, de la trompette et du piano), compositeur, arrangeur, chanteur, acteur et présentateur de télévision.

## Biographie

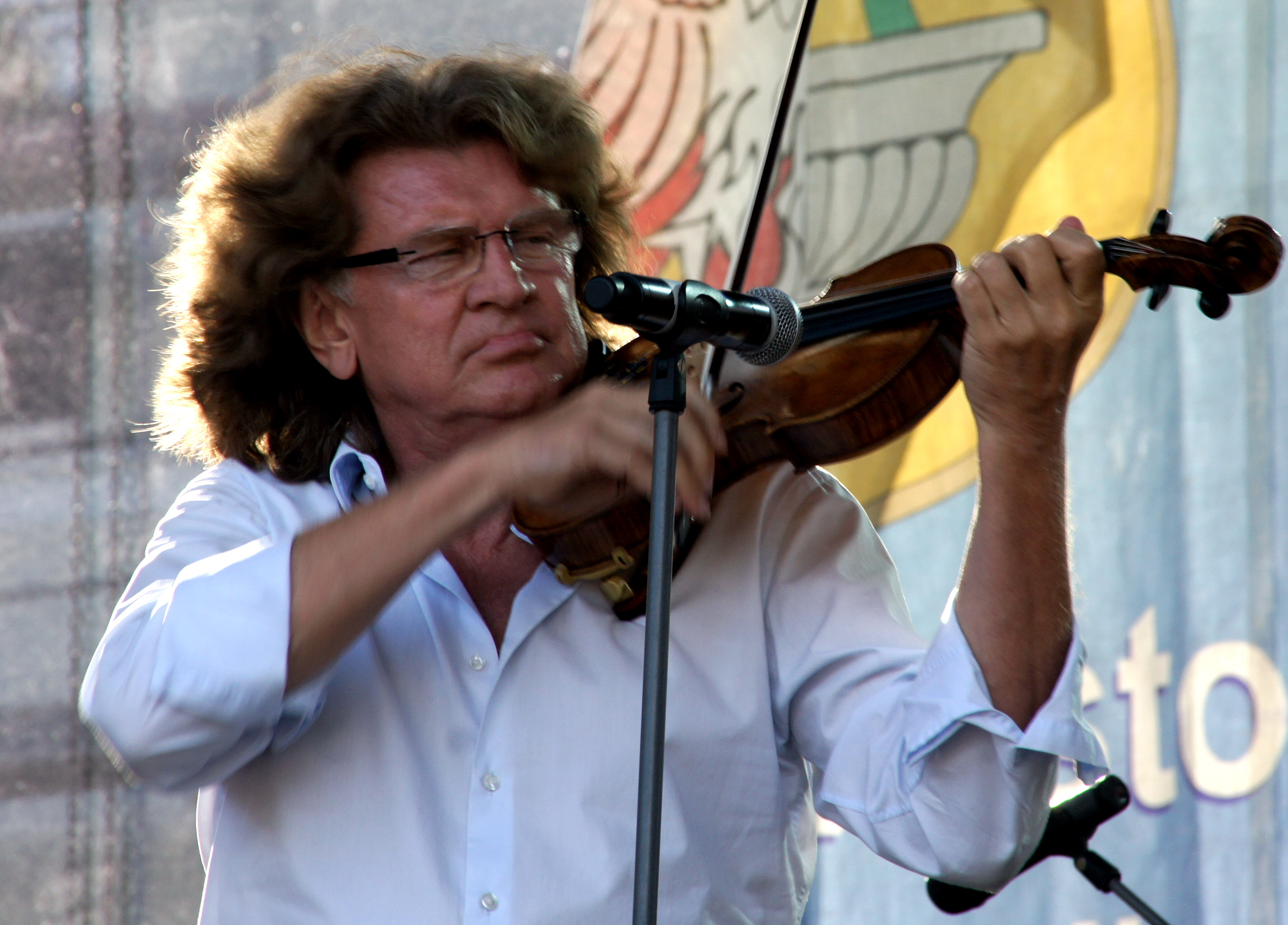
Otwock (2011)

Zbigniew Wodecki est né dans une famille originaire de Łaziska (Silésie), non loin de Wodzisław Śląski, et de Godów.
Musicien précoce, il joue du violon à l'âge de cinq ans et est élève de Juliusz Weber (pl) au conservatoire secondaire de musique Władysław-Żeleński de Cracovie. À la fin des années 1960, il est sur scène, notamment au cabaret Piwnica pod Baranami (pl) de Cracovie avec le groupe Anawa (pl) et avec l'Orchestre symphonique national de la radio polonaise. Il accompagne de 1968 à 1973 la chanteuse Ewa Demarczyk.
À partir de 1972, il devient lui-même chanteur et remporte le prix du meilleur espoir au Festival national de chanson polonaise d'Opole. Il est ensuite invité à de nombreux festivals en Pologne et à l'étranger : Rostock, Prague, Orphée d'Or (en) de Côte du Soleil (Bulgarie) en 1984, Sopot...
Il a été sur scène en duo avec Zenon Laskowik.
L'interprétation de la chanson Maya l'abeille (composée par Karel Svoboda) au générique de la version polonaise du feuilleton télévisé d'animation Maya l'abeille (diffusée à partir de la fin des années 1970) puis de la bande originale du long métrage de dessin animé Rudolph, le Petit Renne au nez rouge (1998) confortent sa popularité.
À la télévision, il est connu par exemple pour la fonction de membre du jury de l'édition polonaise de Danse avec les stars (Taniec z gwiazdami (pl)) qu'il a exercée pendant douze ans. Il a aussi présenté sur TVN les émissions Droga do Gwiazd, Twoja Droga do Gwiazd et Zakochajmy się jeszcze raz.

### Décès
Il est victime le 8 mai 2017 d'un AVC et meurt dans un hôpital varsovien le 22 mai 2017. Il est enterré au Cimetière Rakowicki.

### Vie privée
Zbigniew Wodecki était marié à Krystyna et il avait trois enfants Joanna, Katarzyna et Paweł.

## Distinctions
- Prix Fryderyk 2016
- Médaille du Mérite culturel polonais Gloria Artis

## Filmographie
Zbigniew Wodecki tient des rôles de musicien ou son propre rôle d'animateur de télévision dans plusieurs films, téléfilms ou épisodes de série.
- 1984 : Ceremonia pogrzebowa (pl) de Jacek Bromski dans le rôle d'un violoniste.
- Klan, feuilleton télévisé polonais commencé en 1997
- 2008 : Jan z drzewa de Łukasz Kasprzykowski[6]